# نهان‌زیوی
هنگامی که شرایط زیست‌محیطی برای جانداران سخت می‌شود، ازجمله در شرایط خشکی شدید، یخ‌زدگی، یا کمبود اکسیژن، برخی از گونه‌های زیستی می‌توانند برای بقا وارد حالتی به نام نهان‌زیوی یا کریپتوبایوسیس (به انگلیسی: Cryptobiosis) شوند.
در این حالت سوخت‌وساز بدن جاندار به درصد پایینی از سطح معمولی‌اش می‌رسد تا حدی که به نظر می‌آید مرده‌است. آنها با این کار تمام فعالیت‌های بدنشان را به مدتی طولانی تقریباً خاموش می‌کنند، اما به محض این که شرایط زندگی به حالت عادی و مناسب برگشت، از حالت مرگ‌گونه طولانی بیدار می‌شوند.
در دوره نهان‌زیوی همه فرایندهای دگرگشتی نظیر تولیدمثل، رشد، و ترمیم متوقف می‌شود.